# Carlos Alberto Barbosa
Carlos Alberto Rodrigues Barbosa (ur. 15 lutego 1954  – zm. 7 marca 1982 w Recife) – piłkarz brazylijski, występujący na pozycji obrońcy.

## Kariera klubowa
Karierę piłkarską Carlos Alberto Barbosa rozpoczął w klubie Santa Cruz Recife w 1974. Z Santa Cruz trzykrotnie zdobył mistrzostwo stanu Pernambuco – Campeonato Pernambucano w 1976, 1978 i 1979. W Santa Cruz 1 października 1975 w zremisowanym 0-0 meczu z CEUB Brasília Barbosa zadebiutował w lidze brazylijskiej. W 1980 i 1981 występował w SC Internacional. W 1981 krótko występował w Colorado Kurytyba.
W 1982 był zawodnikiem Sportu Recife.
W Sporcie Barbosa rozegrał ostatni mecz w lidze wystąpił w dniu swojej przedwczesnej śmierci 7 marca 1982 w wygranym 4-0 meczu z XV de Jaú. Ogółem w latach 1975–1982 w lidze brazylijskiej Carlos Alberto Barbosa rozegrał 110 spotkań, w których strzelił 2 bramki.

## Kariera reprezentacyjna
W reprezentacji Brazylii Carlos Alberto Barbosa jedyny raz wystąpił 5 lipca 1979 w zremisowanym 1-1 towarzyskim meczu ze stanem Bahia. Nigdy nie wystąpił w reprezentacji w oficjalnym meczu międzypaństwowym.